# Oscar de la Hoya
Oscar De La Hoya (East Los Angeles, 4 de fevereiro de 1973) é um ex-pugilista com dupla nacionalidade (mexicana e americana) e vencedor da medalha de ouro dos Jogos Olímpicos de Verão de 1992.
Em abril de 2009, aos 36 anos, De La Hoya anunciou sua aposentadoria. Como ele alega "não é possível dar o passo maior que a perna. A cabeça funciona, mas o corpo não obedece".